# マッカレン (テキサス州)
マッカレン (McAllen) は、アメリカ合衆国テキサス州のヒダルゴ郡にある都市。人口は14万2210人（2020年）で、同郡最大である。リオグランデ・バレーと呼ばれるアメリカ＝メキシコ国境地帯に位置している。「マクアレン」と表記されることもある。
広域ではマッカレン・エディンバーグ・ミッション都市圏の中核である。またメキシコの都市レイノサと国際的な双子都市を形成している。
ダウンタウンはリオ・グランデ川から15キロメートル、メキシコ湾から110キロメートルの位置にある。

## 地理
マッカレンは北緯26度12分59秒 西経98度14分11秒 / 北緯26.21639度 西経98.23639度に位置する。
アメリカ合衆国国勢調査局に拠れば、市域全面積は46.3平方マイル (119.8 km2)、このうち陸地は46.0平方マイル (119.0 km2)、水域は0.3平方マイル (0.8 km2)で水域率は0.63％である。
マッカレンは「ヤシの都市」という愛称があるが、熱帯の植物は一部で繁茂しているだけである。リオグランデ・トネリコ（フラキナス・バーランディリアナ）、シーダーエルム（アルマス・クラシフォリア）、シュガーベリー（ケルティス・ィーヴィガタ）およびハニーメスキート（プロソピス・グランドウロサ）のような落葉樹が多くある。冬季、これらの樹木が葉を落とすと、多くの地区がより温暖な外観を帯びるようになる。

## 気候
マッカレンはフロリダ州のタンパ湾地域と同様に温暖湿潤気候（ケッペンの気候区分"Cfa"）に属するが、降水量が少なく、夏の最高気温はやや高い。1月の平均最高気温は70 °F (21 ℃)、平均最低気温は 50 °F (10 ℃) である。8月の平均最高気温は96 °F (36 ℃)、平均最低気温は 76 °F (24 ℃) である。暖かい季節が特に長く、平均最高気温は90 °F (32 ℃) 以上、平均最低気温は 70 °F (21 ℃) 以上である。5月から9月まで露点が比較的高いので湿度が高く、熱指数も高い。この期間の熱指数は一貫して 100 °F (38 ℃) 以上に達する。
年間平均降水量は僅か22.96インチ (583 mm) である。雨の大半は暖かい季節に降り、冷涼な冬はほとんど雨が降らない。9月は北大西洋ハリケーンシーズンのピークであり、熱帯暴風雨がこの地域に大量の雨を降らすことがあるので、9月はこれまで最も雨の多い月であり、平均降水量は4.08インチ (104 mm) になっている。降水量の最も少ないのは3月であり、平均して僅か 0.72 インチ (18 mm) である。
気温は 100 °F (38 ℃) 以上になることが多く、早ければ2月から遅ければ10月まで可能性がある。過去最高気温は1998年と1999年の2度 110  °F (43 ℃) を記録した。過去最低気温は1962年1月12日の 13  °F (−11 ℃) だった。
| マッカレンの気候                           | マッカレンの気候 | マッカレンの気候 | マッカレンの気候 | マッカレンの気候 | マッカレンの気候 | マッカレンの気候 | マッカレンの気候 | マッカレンの気候 | マッカレンの気候 | マッカレンの気候 | マッカレンの気候 | マッカレンの気候 | マッカレンの気候 |
| 月                                         | 1月              | 2月              | 3月              | 4月              | 5月              | 6月              | 7月              | 8月              | 9月              | 10月             | 11月             | 12月             | 年               |
| ------------------------------------------ | ---------------- | ---------------- | ---------------- | ---------------- | ---------------- | ---------------- | ---------------- | ---------------- | ---------------- | ---------------- | ---------------- | ---------------- | ---------------- |
| 平均最高気温 °C （°F）                     | 21.1 (69.9)      | 23.4 (74.1)      | 27.4 (81.4)      | 29.9 (85.9)      | 32.2 (90.0)      | 34.4 (94.0)      | 35.6 (96.1)      | 35.8 (96.4)      | 33.5 (92.3)      | 30.2 (86.3)      | 25.6 (78.1)      | 21.9 (71.4)      | 29.3 (84.7)      |
| 平均最低気温 °C （°F）                     | 15.7 (60.3)      | 11.9 (53.5)      | 15.7 (60.2)      | 18.7 (65.7)      | 22.1 (71.8)      | 23.8 (74.9)      | 24.3 (75.7)      | 24.3 (75.8)      | 22.8 (73.1)      | 19.1 (66.4)      | 14.8 (58.6)      | 11 (51.8)        | 18.2 (64.8)      |
| 降水量 mm （inch）                         | 31 (1.22)        | 33.8 (1.33)      | 18.3 (0.72)      | 33.5 (1.32)      | 68.1 (2.68)      | 65.8 (2.59)      | 41.9 (1.65)      | 69.3 (2.73)      | 103.6 (4.08)     | 65 (2.56)        | 22.1 (0.87)      | 30.7 (1.21)      | 583.2 (22.96)    |
| 出典：National Weather Service August 2010 |                  |                  |                  |                  |                  |                  |                  |                  |                  |                  |                  |                  |                  |

## 人口動態
以下は2000年の国勢調査による人口統計データである。
| 基礎データ - 人口: 106,414人 - 世帯数: 33,151世帯 - 家族数: 26,089家族 - 人口密度: 893.8人/km2（2,314.7人/mi2） - 住居数: 37,922軒 - 住居密度: 318.5軒/km2（824.9軒/mi2） 人種別人口構成 - 白人: 78.46% - アフリカン・アメリカン: 0.61% - ネイティブ・アメリカン: 0.40% - アジア人: 4.93% - 太平洋諸島系: 0.04% - その他の人種: 15.85% - 混血: 2.71% - ヒスパニック・ラテン系: 77.28% 年齢別人口構成 - 18歳未満: 30.8% - 18-24歳: 10.5% - 25-44歳: 29.3% - 45-64歳: 18.9% - 65歳以上: 10.4% - 年齢の中央値: 30歳 - 性比（女性100人あたり男性の人口） - 総人口: 90.1 - 18歳以上: 85.8 | 世帯と家族（対世帯数） - 18歳未満の子供がいる: 43.2% - 結婚・同居している夫婦: 59.0% - 未婚・離婚・死別女性が世帯主: 16.0% - 非家族世帯: 21.3% - 単身世帯: 17.9% - 65歳以上の老人1人暮らし: 6.4% - 平均構成人数 - 世帯: 3.18人 - 家族: 3.64人 収入と家計 - 収入の中央値 - 世帯: 33,641 米ドル - 家族: 36,050米ドル - 性別 - 男性: 30,089米ドル - 女性: 22,480米ドル - 人口1人あたり収入: 14,939米ドル - 貧困線以下 - 対人口: 23.8% - 対家族数: 20.9% - 18歳未満: 30.5% - 65歳以上: 20.3% |

## 交通

### 大量輸送機関
マッカレン高速輸送が1997年6月以降マッカレン市の公共交通を運営している。当初、マッカレンの公共交通システムであるマッカレン・イクスプレスがローワー・リオグランデ開発委員会によって管理されていた。2005年以降、マッカレン高速輸送がマッカレン市の1部局として運営されている。現在は週6日、1日13時間、マッカレンの市民と訪問者に7つの定期便を運行している。2003年、国勢調査の変化でマッカレンの都市化された地域に影響し、マッカレン高速輸送は150万ドルの運転資金を失った。それでもマッカレン市はサービスレベルが落ちないように熱心に活動しており、サービスの改善を計画し続けている。1997年の乗客数は42,578人だった。最初に年間を通して運行したのは1998年であり、年間乗客数は201,506人だった。2008年の年間乗客数は412,151人と過去最高を記録し、1998年の2倍以上になった。
料金体系
| 大人  | 学生  | 高齢者 |
| ----- | ----- | ------ |
| $1.00 | $0.50 | $0.50  |

中心街バスターミナル
マッカレン市は中心街にあるマッカレン中央駅と呼ばれるバスターミナル施設も運営している。この中央駅はマッカレン高速輸送と14の民間の国内外バス路線の中継駅としても機能している。1日の約60本のバスがこの駅を発着している。また年間訪問者数は200万人になる。中央駅は地域でこの種のターミナルとしては初めて成功したものであり、ブラウンズビル、ヒューストンおよびベイタウンのような同様の機関にとってモデルになってきた。

### 高規格道路
アメリカ国道83号線はマッカレン市の東西幹線道路として市内を通っている。マッカレン中心街の北5マイル (8 km) 以内に位置している。

### 空港
- マッカレン・ミラー国際空港[4]は2009年にリオグランデ・バレーでは最も繁忙な空港だった。ダラス・フォートワース国際空港やラスベガス国際空港に路線がある。
- エディンバーグ南テキサス国際空港は北隣のエディンバーグの14km北に位置し、舗装された滑走路は全長1,500m、管制がなく税関はオンデマンドで燃料補給はセルフサービスの空港である。

## 経済
北米自由貿易協定が批准される前はマッカレンの経済活動は農業と石油が中心だった。
マッカレン市の南西側に自由貿易ゾーンがある。製造業に加えて小売部門もあり、富裕層で大半はメキシコ人中上流階級の消費者による購買に大きく依存している。この地域は国境のメキシコ側のモンテレイ、シウダ・ビクトリアおよびタンピコから高速道路が繋がっていることの恩恵を受けている。
雑誌フォーブスのウェブサイトでは、マッカレンがアメリカ合衆国で最良の不動産市場の1つとしている。
マッカレンはアメリカ合衆国で2番目に高い一人当たり医療費を支払っている。

## メディア
マッカレンで視聴できるテレビ局は全国系列の局を含め13局あり、他にケーブルテレビ局もある。ラジオ局はFMが21局、AMが3局ある。

### 雑誌
- コンテンポ・マガジン、月刊およびウェブでは毎日更新、マッカレンのコンテンポ・マガジン社が所有
- RGVmag、月刊、ファンティッシュ・メディアが所有
- MagX、月刊、MagXが所有

### 地域の新聞
- ザ・モニター、マッカレンに本社がある
- バレー・モーニング・スター
- ブラウンズビル・ヘラルド
- エル・ペリオディコ USA、スペイン語新聞、マッカレンに本社がある
- タウン・クライア
- ザ・ビジネス・タイムズ

## 政府とインフラ
テキサス州刑事司法部がマッカレン保護観察事務所を運営している。
アメリカ合衆国郵便公社がマッカレン郵便局とマッカレン中心街郵便局の2局を運営している。
マッカレンは通常民主党候補者に投票する郡の中にある。連邦下院議員選挙区はテキサス州第15および第28選挙区に属し、現在はどちらも民主党員が議席を占めている。
インターネットサイト"govpro.com" の2005年の記事ではアメリカ合衆国で保守的な都市237のうちの65位にマッカレンをランク付けした。

## 教育

### 地域のカレッジと大学
- テキサス大学パンアメリカン校、エディンバーグにある、学生数は2007年で約17,000人
- 南テキサス・カレッジ、 5つのキャンパスと、インターネット上の仮想キャンパスで学生数は27,000人以上

### 初等中等学校
マッカレン独立教育学区が市内の大半を管轄している。市の一部はエディンバーグ統合独立教育学区に入っており、この学区内のマッカレン市域には2つの小学校がある。ヒダルゴ独立教育学区、ラホヤ独立教育学区、ファールサン・フアンラモ独立教育学区、シャリーランド独立教育学区およびバレービュー独立教育学区もマッカレン市内に教育に関わっている。
さらに、住民は南テキサス独立教育学区が運営するマグネット・スクールに入校することもできる。IDES公立学校もノースマッカレンにクエストアカデミーを運営している。

### 公共図書館
マッカレン公共図書館は本館とラークとパームビューという2つの支所を運営している。

## 建築物と見どころ
- 高層建築物

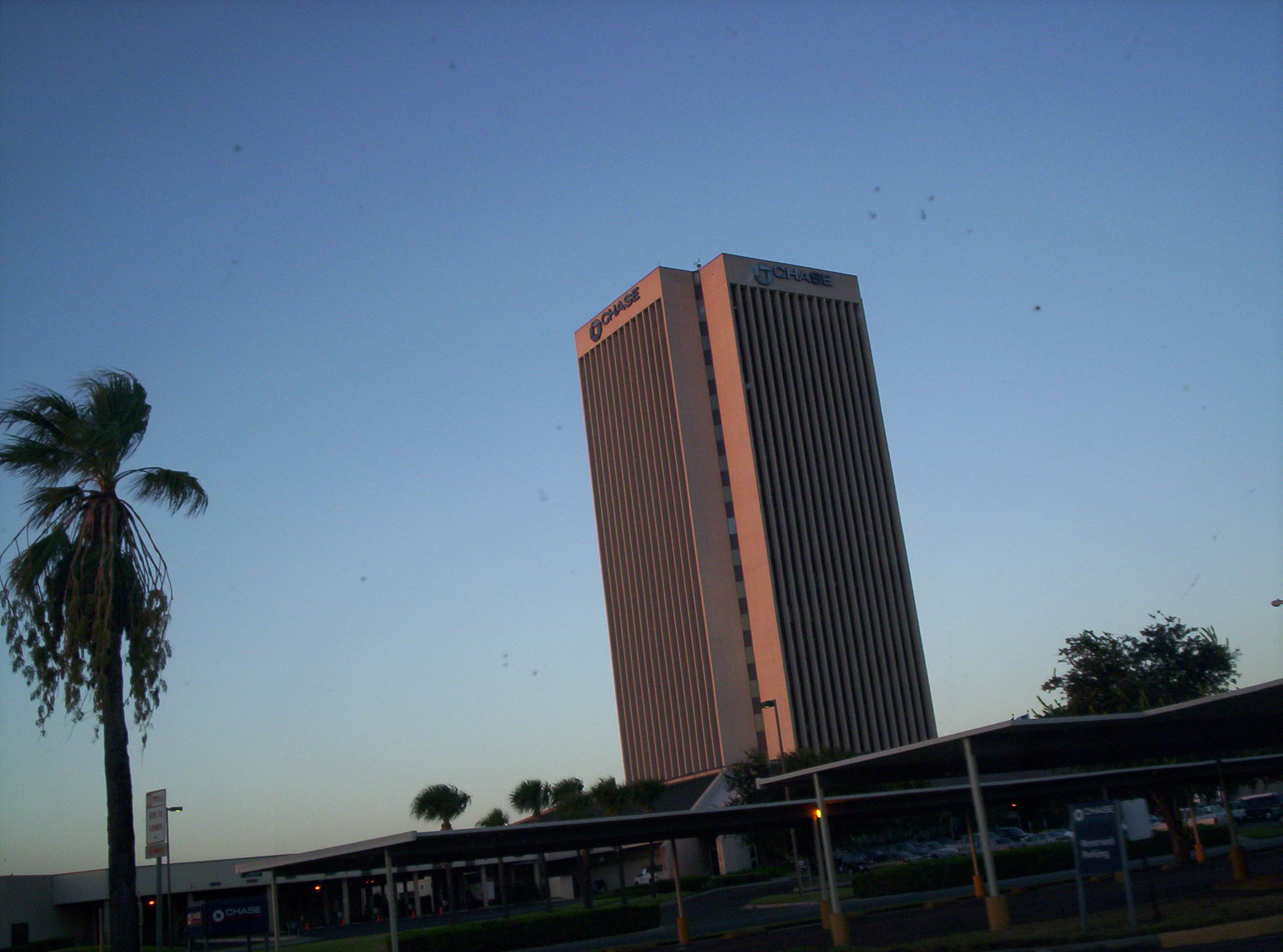
チェイス・テキサス・タワー

1. チェイス・テキサス・タワー （マッカレンで最も高い）
2. BBVA コンパス・タワー
3. ベンツェン・タワー
4. エンバシー・スイーツ・ホテル
5. マッカレン医療センター
6. リオグランデ地域病院

- 庭園

1. マッカレン植物園
2. サンタアナ国定野生生物保護区
3. キンタ・マザトラン

- その他

1. マイクロソフト修理店
2. マッカレン会議場
3. ラプラザ・モール
4. リオグランデ・スピードウェイ
5. 州立ファームアリーナ
6. 南テキサス・カレッジ
7. 国際美術館
8. シネ・エル・レイ

## 周辺の都市

### 隣接都市
- 30マイル (50 km) 以内の都市
  - アラモ
  - ドナ
  - エディンバーグ（ヒダルゴ郡の郡庁所在地、マッカレン都市圏で主要な高等教育機関であるテキサス大学パンアメリカン校がある）
  - イダルゴ（屋内のプロスポーツと音楽コンサートの会場である州立ファームアリーナがある）
  - メルセデス
  - ミッション
  - ファー
  - タマウリパス州、レイノサ（メキシコ）
  - サンフアン
  - ウェスラコ

### 近接する主要都市
- 200マイル (320 km) 以内の人口25万人以上の都市
  - コーパスクリスティ
  - ラレド
  - タマウリパス州マタモロス
  - ヌエボ・レオン州モンテレイ
  - タマウリパス州ヌエボ・ラレード
  - タマウリパス州レイノサ

## レクリエーションとスポーツ
野鳥観察 - マッカレンは北アメリカと南アメリカとの渡り鳥が通る道筋にあり、鳥や蝶々が移動する様子を観察できる。山林河川には多様な野生生物が生息している。 
マッカレンでは1980年代にNAIA全国フットボール選手権やNCAAディビジョンII全国フットボール選手権が開催された。1周1/4マイル (400 m) ダートトラックのリオグランデ・スピードウェイがあり、3月から11月まで毎月第1と第3土曜日にレースが開催され、12月頃には全国的な複数日の行事が行われる。